# آسیاب‌آبی مبارک‌آباد
آسیاب آبی مبارک‌آباد مربوط به دوره قاجار است و در شهرستان استهبان، بخش رونیز، دهستان خیر، روستای مبارک‌آباد واقع شده و این اثر در تاریخ ۲۷ بهمن ۱۳۸۷ با شمارهٔ ثبت ۲۴۷۲۹ به‌عنوان یکی از آثار ملی ایران به ثبت رسیده است.